# Rodolfo Gorosito
Rodolfo Gorosito (n. 1953 en Buenos Aires) es un músico, guitarrista y cantante, de rock en Argentina.

## Biografía
Estudió en el Conservatorio Superior de Música Manuel de Falla y se especializó en armonía con Manolo Juárez. En 1973 integró el grupo Banda de Caballos Cansados de León Gieco. Entre 1976 y 1980 integró la banda Nito Mestre y Los Desconocidos de Siempre. En 1980 comenzó a acompañar profesionalmente a cantantes como Marilina Ross, Sergio Denis, Oscar Kreimer, Chango Farías Gómez, María Rosa Yorio y Alejandro Lerner. En 1983-1984, integró los Redonditos de Ricota.
A partir de la década de 1990 también incursiona en el tango, grabando en 1996 su primer álbum, producido por Luis Borda. Desde el 2000 integra como guitarrista el Trio Gorosito-Cataldi-de la Vega. Es reconocido por los músicos por su trayectoria como guitarrista acompañante profesional y le solicitan arreglos musicales y participación en grabaciones. Fue invitado a participar en el cumpleaños 70 de León Gieco en el homenaje que se realizó en el Centro Cultural Kirchner interpretando "si ves a mi padre" como exintegrante de la Banda de los caballos cansados que acompañó a Gieco en los años 70.

## Trayectoria
- 1973-1976: Banda de Caballos Cansados
- 1976-1980: Nito Mestre y Los Desconocidos de Siempre
- 1980-2000: Acompañante profesional
- 2000-presente: Trio Gorosito-Cataldi-de la Vega. Arreglos musicales y grabaciones.

## Discografía
1. León Gieco (1973), con León Gieco y la Banda de Caballos Cansados.
2. La Banda de los Caballos Cansados (1974), con León Gieco y la Banda de Caballos Cansados.
3. El fantasma de Canterville (1976), con León Gieco y la Banda de Caballos Cansados.
4. IV LP (1978), con León Gieco y la Banda de Caballos Cansados.
5. 7 años (1980), con León Gieco y la Banda de Caballos Cansados.
6. Nito Mestre y los Desconocidos de Siempre (1977), con Nito Mestre y Los Desconocidos de Siempre.
7. Nito Mestre y los Desconocidos de Siempre II (1978), con Nito Mestre y Los Desconocidos de Siempre.
8. Saltaba sobre las nubes (1979), con Nito Mestre y Los Desconocidos de Siempre.
9. Rodolfo Gorosito (1996), solista.
10. Amo el Jazz (1998), acompañando a Laura Hatton.
11. De cuando En Tango (2002), con el Trio Gorosito-Cataldi-de la Vega.
12. Laura (2004), acompañando a Laura Hatton.
13. Sutil Tango Sutil (2007), con el Trio Gorosito-Cataldi-de la Vega.